# Polux
Polux — измерительный прибор, позволяющий проверить состояние деревянных электрических и телефонных столбов.

## Описание
Технология Polux позволяет проводить диагностику безопасности и технического обслуживания. Измерения позволяют зафиксировать подъём столбов операторами и проверить состояние древесины для оценки их остаточного ресурса,.

## История
Технология Polux была разработана в начале 90-х профессором Жаном-Люком Сандосом в продолжение Сильватест по первоначальному запросу EDF, который поставил двойную проблему безопасности и срока службы их полюсов.
В 2003 году технология была представлена на 17-м Международном конгрессе электрических распределительных сетей в Барселонa.
В 2017 году в отчете CGT of Orange подчеркивается опасность столбов, которые не обслуживаются, и продемонстрирован с помощью нескольких крупномасштабных сравнительных испытаний, научный вклад технологии Polux в повышение безопасности персонала при восхождении и использование опыта Энедис.
Он работает с программным обеспечением Picus, которое использует данные, состоящие из измерений локальной денситометрии на линии почвы и гигроскопических измерений,,.
Технология Polux продолжает развиваться в корпоративном центре исследований и разработок CBS-Lifteam под руководством Яна Бенуа,.
5 версия позволяет быстрее собирать и обрабатывать данные благодаря миниатюрному инструменту и приложению Picus, загружаемому на смартфон,,.
Технология Polux присутствует в нескольких странах и активно используется в США, Канаде и Австралии,,,.

## Награды
- В 2003 году Wall Street Journal присудил первую премию за инновации технологии Polux[17].
- В 2006 г. на 14-м Международном симпозиуме по приборам для неразрушающего контроля были представлены достижения в области технологий[2].
- В 2011 году на международном семинаре для дистрибьюторов электроэнергии было представлено использование технологии Polux в Германии, в частности на примере Deutsche Telekom[18].